# USS Hugh W. Hadley (DD-774)
O USS Hugh W. Hadley (DD-774) foi um Destroyer norte-americano que serviu durante a Segunda Guerra Mundial.
Foi fortemente danificado num ataque de uma aeronave kamikaze no dia 11 de Maio de 1945 em Okinawa.

## Comandantes
| Comandante                  | Data                                        |
| --------------------------- | ------------------------------------------- |
| Cdr. Leonard C. Chamberlain | 25 de Novembro de 1944 - Dezembro de 1945   |
| Cdr. Baron Joseph Mullaney  | 13 de Janeiro de 1945 - 19 de Junho de 1945 |
| Cdr. Roy Arthur Newton      | 19 de Junho de 1945 - Setembro de 45?       |